# Cedar (fiume New York)
Il fiume Cedar, affluente dello Hudson, è un corso d'acqua che scorre interamente nello stato di New York per circa 62 km. Esso nasce al centro dei monti Adirondack, nella Contea di Hamilton, emissario dell'omonimo lago nella città di Arietta e scorre verso nord-est raggiungendo la cittadina di Lake Pleasant.
Proseguendo verso nord-est ed est, attraversa la cittadina di Indian Lake e sfiora quelle di Minerva e di Newcomb per sfociare nell'Hudson a nord-est della periferia di Indian Lake.